# Negeta parectata
Negeta parectata är en fjärilsart som beskrevs av Hans Daniel Johan Wallengren 1863. Negeta parectata ingår i släktet Negeta och familjen trågspinnare. Inga underarter finns listade i Catalogue of Life.